# Nénette et Boni
Pour les articles homonymes, voir Nénette et Boni.
Pour plus de détails, voir Fiche technique et Distribution.
Nénette et Boni est un film français réalisé par Claire Denis, présenté le 12 août 1996 lors du Festival de Locarno, et dont la sortie généralisée s'est faite le 29 janvier 1997 en France.

## Synopsis
Boni (Boniface), jeune homme renfermé, est pizzaïolo. Depuis la mort de sa mère il habite dans l'appartement familial du Canet, quartier populaire du nord de Marseille. Il a rompu tout lien avec son père Félix qui a refait sa vie à Aix-en-Provence, ainsi qu'avec sa sœur Nénette (Antoinette) qui a quinze ans et vit dans un pensionnat. Nénette fuit le pensionnat et rejoint son frère qui, après lui avoir refusé l'asile, décide de lui ouvrir sa porte en apprenant qu'elle est enceinte et seule. Leur père, aux prises avec une bande de malfrats, essaie de convaincre Nénette de revenir chez lui. Il reçoit insultes et coups de feu de la part de Boni. L'examen prescrit par un gynécologue indique un état avancé de la grossesse. Nénette tente d'avorter seule, mais Boni intervient et la convainc d'accoucher sous X. Alors que leur père est abattu, Boni, armé d'un fusil, décide de voler le bébé afin de lui donner une vraie famille.

## Fiche technique
- Titre : Nénette et Boni
- Réalisation : Claire Denis
- Scénario : Claire Denis et Jean-Pol Fargeau
- Musique : Tindersticks
- Photographie : Agnès Godard
- Montage : Yann Dedet
- Son : Jean-Louis Ughetto
- Décors : Arnaud de Moleron
- Costumes : Elisabeth Tavernier
- Producteurs : Georges Benayoun et Françoise Guglielmi
- Sociétés de production : Dacia films en collaboration avec Arte France Cinéma
- Distribution : Pyramide Distribution (France)
- Pays de production :  France (visa no 88.739)
- Langue : français
- Format : couleurs - 35 mm - 1:66 - Stéréo
- Genre : comédie dramatique
- Durée : 103 minutes
- Dates de sortie :
  - Suisse : 12 août 1996 (Festival de Locarno)
  - Canada : 7 septembre 1996 (Festival de Toronto)
  - France : 29 janvier 1997
  - États-Unis : 19 septembre 1997
  - Allemagne : 16 avril 1998

## Distribution
- Grégoire Colin : Boniface
- Alice Houri : Nénette
- Valeria Bruni Tedeschi : la boulangère
- Jacques Nolot : Monsieur Luminaire
- Vincent Gallo : Vincenzo Brown
- Malek Brahimi : Malek, le prof de boxe
- Gérard Meylan : l'oncle
- Sébastien Pons : un ami de Boni
- Micha Lescot : le jeune homme du pensionnat
- Richard Courcet : un jeune homme à la gare
- Alex Descas : le gynécologue
- Jamila Farah : la sage-femme
- Agnès Regolo : la radiologue

## Projet et réalisation

### Projet et casting
Ce film nait de l'envie qu'a Claire Denis de retravailler avec Grégoire Colin et Alice Houri, les acteurs de son œuvre précédente, le téléfilm US Go Home. Alors qu'elle avait un autre projet, l'adaptation d'un livre, elle décide de faire ce film, ayant « l'impression de les avoir à peine découverts » et étant fascinée par l'alchimie qui s'était mise en place entre eux. La réalisatrice leur fait à nouveau jouer un couple frère-sœur ; ce thème lui tient à cœur, notamment parce qu'elle a un frère plus jeune et qu'elle voit ces relations comme un amour franc où « on ne se doit rien » et où n'existe pas l'angoisse de la séparation comme dans la relation amoureuse.

### Tournage
Avant le tournage, Claire Denis décrit son projet comme « une sorte de mélo marseillais, avec des personnages qui sont des stéréotypes, plutôt dans la tradition des santons de provence. » Elle dit s'inspirer modérément de Marcel Pagnol et de ce qu'elle nomme le « folklore de bazar marseillais », en considérant que Marseille est une ville tellement variée que la présence de ce folklore, parmi toutes les différentes composantes de la société de cette ville, peut tout à fait être acceptée. La cinéaste a aussi à l'esprit le roman Les Enfants terribles, non pas pour l'aspect incestueux mais pour l'idée de « deux corps qui s'attirent, peut-être parce qu'ils ont la même odeur, et qui en même temps s'en défendent et préfèrent tout détruire plutôt que d'accepter cette attirance. ». Néanmoins, avec son coscénariste Jean-Pol Fargeau, sa source principale d'inspiration est la « réalité sociale. »
La réalisatrice envisage de beaucoup filmer de nuit. À l'inverse de ses films précédents où elle recherchait, pour les scènes nocturnes, des rues dotées de lampadaires afin de simplifier les éclairages, elle souhaite privilégier pour ce film les lumières d'aspect « lunaire », ayant la sensation que la pleine lune est plus visible à Marseille qu'à Paris, influant sur la couleur des bâtiments et donnant à la ville « une fluorescence spéciale. »
Le tournage s'effectue à Marseille de décembre 1995 à janvier 1996. Pendant le tournage Claire Denis déclare ressentir ce film comme « contraint, beaucoup moins libre que ceux [qu'elle] a déjà tournés », d'une part à cause de la manière dont le réel et le rêve se mélangent dans l'histoire, d'autre part à cause de la symbolique du fœtus et du liquide amniotique. S'agissant pour elle d'un film « de solitude », la cinéaste choisit de filmer les acteurs en longue focale et en plans très serrés. Cela impose une plus grande précision dans le cadrage que dans ses films précédents où elle avait l'habitude, avec la chef opératrice Agnès Godard, de filmer en plans plus larges qui laissaient plus de place aux acteurs. La précision nécessaire à cette manière de filmer fait que les répétitions sont plus nombreuses que dans ses autres films et le tournage est « moins ouvert à l'accident, à l'imprévu. ».
Si les décors et les actions peuvent sembler réalistes, la réalisatrice cherche avant tout à obtenir un résultat qui semble vrai à l'image mais qui n'est pas nécessairement réel : la pouponnière où se trouvent les bébés n'existe plus à l'époque du film car une telle disposition est interdite par les normes sanitaires, la maison de Boni n'a pas de continuité dans la lumière, l'éclairage d'une scène peut venir d'une source qui se trouve dans le cadre ou non et s'adapte à l'ambiance voulue par la cinéaste pour la séquence. 
Claire Denis travaille dans une grande confiance vis-à-vis d'Agnès Godard et se passe ainsi de contrôle vidéo. Les acteurs ont une certaine liberté, même s'ils ont moins la possibilité d'improviser que sur le film précédent, US Go Home. La cinéaste, souvent décrite comme une « cinéaste du corps » leur donne beaucoup plus d'indications concernant la manière dont ils doivent bouger que celle de dire leur texte. Le besoin de faire beaucoup de répétitions et de prises à cause des plans en longue focale est aussi dû au fait que Grégoire Colin, acteur professionnel, devient souvent plus inventif au bout de plusieurs prises ; à l'inverse Alice Houri, qui a moins d'expérience, est meilleure dans les premières prises.
La réalisatrice a peu parlé avec Alice Houri de son rôle, considérant que l'actrice est seule à pouvoir « comprendre l'indifférence par rapport à un enfant. » Houri a choisi de jouer dans une économie de gestes, en partant du principe que c'est quelqu'un qui a de mauvais rapports avec un corps « de plus en plus lourd, occupé par quelque chose qu'elle détest[e] » et n'aura donc pas envie de s'exprimer avec.

## Réception du film

### Présentations festivalières et sorties nationales
Le film fait sa sortie généralisée sur grand écran le 29 janvier 1997 en France. Il réalise au cours de sa première exploitation en salle 83 310 entrées en France durant l'année 1997, auxquelles s'ajoutent 16 151 spectateurs lors de deux ressorties du film en 2004 et 2006 pour un total de 99 461 entrées. À l'international, Nénette et Boni fait également une petite carrière principalement en Italie (9 562 entrées), en Allemagne et en Autriche (combinant 13 786 entrées), aboutissant à un total de 130 627 entrées réalisées lors de l'ensemble de son exploitation en Europe. Ces chiffres sont dans la moyenne des résultats des films de Claire Denis qui font généralement entre 110 000 et 240 000 entrées lors de l'ensemble de leur période d'exploitation en Europe.

### Réception critique
Globalement le film obtient d'excellents résultats dans les agrégateurs de critiques cinématographiques anglophones, avec 83 % de jugements favorables et un score moyen de 7,1⁄10 sur la base de 12 critiques collectées sur le site Rotten Tomatoes.

## Distinctions

### Prix
| Année | Cérémonie ou récompense               | Prix                                                    | Catégorie / Lauréat(es) |
| ----- | ------------------------------------- | ------------------------------------------------------- | ----------------------- |
| 1996  | Festival de Locarno                   | Léopard d'or                                            |                         |
| 1996  | Festival de Locarno                   | Léopard de bronze (Prix d'interprétation masculine)     | Grégoire Colin          |
| 1996  | Festival de Locarno                   | Léopard de bronze (Prix d'interprétation féminine)      | Valeria Bruni Tedeschi  |
| 1996  | Festival du film francophone de Namur | Bayard d'or de la « meilleure contribution artistique » | Claire Denis            |

### Sélection et nomination
| Année | Cérémonie ou récompense   | Nomination ou sélection |
| ----- | ------------------------- | ----------------------- |
| 1997  | Camerimage                | Sélection               |
| 1998  | Independent Spirit Awards | Meilleur film étranger  |